# 西藏人民議會

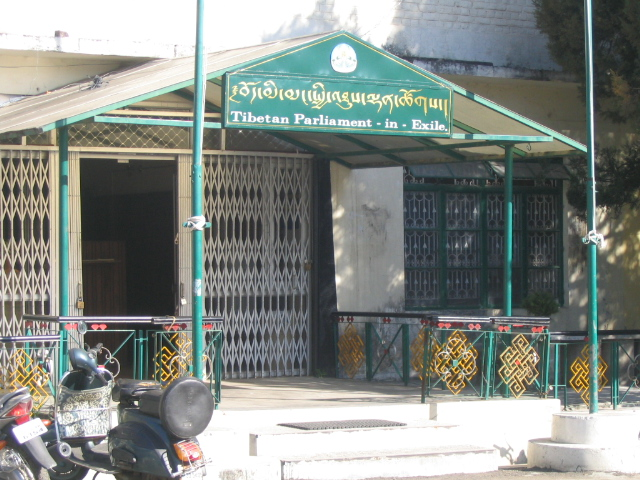
西藏流亡议会所在地

西藏人民議會（藏語：གྲོས་ཚོགས་ཐོག་གསུང་བཤད།），常稱西藏流亡議會，是西藏流亡政府的立法機構，實行一院制。第一屆流亡議會成立于1960年。

## 議會概況
議會現時一般由43—46名議員組成，包括：
1. 居住在歐洲的流亡藏人代表（2名）；
2. 居住在北美地區（加拿大和美國）的流亡藏人代表（1名）；
3. 西藏三個区域（卫藏、康区、安多）的流亡居民代表（各省10名，且各省女性議員不得少于2名）；
4. 藏傳佛教四大宗派（寧瑪派、噶舉派、薩迦派、格魯派）以及苯教代表（每個教派各2名）
5. 還有1-3名由達賴喇嘛委任的在教育、衛生、科技、公共服務領域的杰出人士。

議會在每年6個月的休會期間會設立常務會議，由12名議員組成，分別為西藏三个区域各2名，五大教派各1名，達賴喇嘛委派1名。每年常務會議都會進行一次改選。

## 選舉

### 參選資格
根據《西藏流亡藏人憲章》的規定，符合以下資格的25周歲以上的「西藏公民」，不論性別、宗教、家庭情況即可參選議員：
1. 未經法院為合法醫生宣布為心理不正常；
2. 無債務；
3. 無被法院定罪；
4. 不任職于任何政府機構及其所屬機構；
5. 無接受過任何危害西藏人民利益的國家的利益輸送；
6. 不違背選舉法和其他法理、憲章。

### 選民資格
凡年滿18周歲的「西藏公民」不論性別、宗教、家庭情況都擁有投票權。

## 現任議員名單
| 議席        | 議員           | 選區或教派 |
| ----------- | -------------- | ---------- |
| 1（議長）   | 噶玛群培       | 衛藏       |
| 2（副議長） | 卓玛嘉日       | 多朵       |
| 3           | 索南丹培       | 寧瑪派     |
| 4           | 布图嘉日       | 寧瑪派     |
| 5           | 噶玛谢拉布塔钦 | 噶舉派     |
| 6           | 索南丹杜       | 噶舉派     |
| 7           | 白玛炯乃       | 薩迦派     |
| 8           | 次仁布         | 薩迦派     |
| 9           | 格西图登佩杰   | 格魯派     |
| 10          | 贝里吉格梅旺杰 | 格魯派     |
| 11          | 格西蒙兰塔钦   | 苯教派     |
| 12          | 格西永东嘉岑   | 苯教派     |
| 13          | 才丹诺布       | 衛藏       |
| 14          | 卓玛次仁       | 衛藏       |
| 15          | 阿旺拉姆       | 衛藏       |
| 16          | 噶玛益西       | 衛藏       |
| 17          | 跋熱·達瓦才仁  | 衛藏       |
| 18          | 杰诺次旺       | 衛藏       |
| 19          | 益西彭措       | 衛藏       |
| 20          | 次仁卓玛       | 衛藏       |
| 21          | 达瓦彭吉       | 衛藏       |
| 22          | 巨钦贡却       | 多朵       |
| 23          | 色达楚成       | 多朵       |
| 24          | 祖古乌金托杰   | 多朵       |
| 25          | 索南托杰       | 多朵       |
| 26          | 德瓦仓多吉旺杜 | 多朵       |
| 27          | 尤敦乌卡桑     | 多朵       |
| 28          | 确雍旺楚克     | 多朵       |
| 29          | 格桑坚赞       | 多朵       |
| 30          | 楚成丹增       | 多朵       |
| 31          | 边巴次仁       | 多麥       |
| 32          | 嘉绒达瓦次仁   | 多麥       |
| 33          | 恰达拉姆加布   | 多麥       |
| 34          | 丹增克杜       | 多麥       |
| 35          | 丹增贡布       | 多麥       |
| 36          | 格尔登卓嘎拉姆 | 多麥       |
| 37          | 佩吉卓玛措姆   | 多麥       |
| 38          | 次仁友敦       | 多麥       |
| 39          | 色达楚成唯色   | 多麥       |
| 40          | 益西卓玛       | 多麥       |
| 41          | 索朗次仁弗拉西 | 歐洲       |
| 42          | 蒙卡索南平措   | 歐洲       |
| 43          | 丹增曲丹       | 北美       |

## 外部連結
- 西藏流亡議會 （页面存档备份，存于）（英文）
- （英文）西藏流亡政府网站（页面存档备份，存于）
- （中文）－西藏之頁
- （英文）国际西藏独立运动（页面存档备份，存于）
- （英文）西藏學社 Tibet Society（页面存档备份，存于）